# Le Petit lieutenant
Le Petit lieutenant és una pel·lícula francesa dirigida per Xavier Beauvois i estrenada l'any 2005. Va obtenir el premi César a la millor actriu per a Nathalie Baye.

## Argument
Acabat de sortir de l'Acadèmia de Policia, Antoine arriba a París per integrar-se a la segona divisió de la Policia Judicial. Caroline Vaudieu, de tornada al servei després d'haver sortit del seu alcoholisme, tria al jove tinent per formar part del seu equip a la "Criminal". Antoine aprèn amb entusiasme l'ofici, braç a braç amb ells. Vaudieu s'encapritxara més ràpidament del jove, que té llavors l'edat del fill que va perdre.

## Crítica
Le Petit lieutenant és l'antítesi del film estrenat un any abans Assumptes pendents d'Olivier Marchal. La cinta de Marchal comptà amb un pressupost deu vegades superior. En aquesta pel·lícula no hi ha excessiva dramatització, tot i que la intensitat creix a mesura que s'apropa el final; no hi ha escenes espectaculars acompanyades de tirotejos, sinó algunes seqüències vibrants; no hi ha personatges pintorescos allunyats de la realitat, sinó homes i dones apassionats per la seva feina i, sobretot, un estil sec i depurat perfectament sintonitzat amb el dia a dia d'una brigada de la segona divisió de la Policia Judicial de París.

## Repartiment
- Nathalie Baye: Comandant Vaudieu
- Jalil Lespert: Antoine Derouère
- Roschdy Zem: Solo
- Antoine Chappey: Mallet
- Jacques Perrin: Clermont
- Bruce Myers: L'anglès
- Patrick Chauvel: Patrick Belval
- Jean Lespert: El pare d'Antoine
- Annick Le Goff: La mare d'Antoine
- Bérangère Allaux: Julie
- Mireille Franchino: La patrona
- Yaniss Lespert: Alex
- Xavier Beauvois: Nicolas Morbé
- Philippe Lecompt: Armurier
- Rémy Roubakha: Venedor
- Christophe Jeannin: Richard